# بيتر ماكنزي (محافظ على الطبيعة)
بيتر ماكنزي (بالإنجليزية: Peter McKenzie)‏ هو عالم طبيعي نيوزيلندي، ولد في 10 سبتمبر 1952، وتوفي في 15 أبريل 2012 بسبب سرطان.